# Дуайон, Лу
Лу Дуайо́н (фр. Lou Doillon; род. 4 сентября 1982, Нёйи-сюр-Сен) — англо-французская актриса, певица и модель.

## Биография
Родилась в семье французского режиссёра Жака Дуайона и британской актрисы и певицы Джейн Биркин. У неё пятеро сестер: Кейт Барри, Шарлотта Генсбур (единоутробные) и Лола, Лили (1995 г.р.) и Лина Дуайон (2010 г.р.) (единокровные), а также брат Лазарь Дуайон (2016 г.р.). Окончила лицей имени Виктора Дюрюи.
12 июля 2002 года, в 19 лет, родила сына от ирландского музыканта Джона Митчелла, которого назвала Марлоу (англ. Marlowe Jack Tiger). Несмотря на расставание, они остались друзьями и вместе воспитывали сына. Какое-то время встречалась с актером и режиссёром Самюэлем Беншентри.
26 июля 2022 года родила второго сына, которого назвали Ласло Китс Миллер Манель, от французского иллюстратора Стефана Манеля.
Своими любимыми исполнителями называет Лхасу, Сибилл Байер, Кейт Буш и Сьюзи Сью, также выделяет Карен Далтон, Cat Power и Патти Смит.
У Лу несколько татуировок, среди которых: имя её сына на руке, имя бывшего бойфренда (Sam’s) на запястье, саламандра и другие.

## Карьера

### Кино
Впервые она сыграла в кино вместе со своей матерью в фильме «Мастер кунг-фу» в 1987. Затем она сыграла главные роли в фильме отца «Много (мало) любви» и в фильме Жан-Пьера Амери «Дурные знакомства». В 2007 году она исполнила небольшую роль в фильме Абеля Феррары «Сказки стрип-клуба». В 2010 она исполнила главную роль в фильме «Жигола́», где её партнером был Тьерри Лермитт. В 2012 снялась в фильме отца «Твой ребёнок».

### Мода
Благодаря своей нестандартной внешности с ранней юности снималась для журналов.
Лу участвовала в рекламных кампаниях таких брендов, как Givenchy, Vanessa Bruno, Chloé, La Redoute, Lee Cooper, Gap, Mango и H&M.
В 2007 году снялась для календаря Pirelli.

### Музыка
В 2006 году Дуайон начала писать музыку со своим другом и музыкантом Крисом Брэннером. Написанная ими песня «The Girl is Gone» была упомянута в специальном музыкальном выпуске журнала Visionaire в 2007. В 2012 году она выпускает альбом Places и сингл «I.C.U.», имевшие большой успех во Франции, и с тех пор Дуайон решает отойти от кино и сосредоточиться на музыке.
В 2013 выиграла награду Victoires de la Musique в категории «Best Female Artist».
9 октября 2015 года вышел второй альбом Дуайон — Lay Low.

## Избранная фильмография
- 1987: Kung-fu master! / «Мастер кунг-фу» (реж. Аньес Варда) — Lou
- 1998: Trop (peu) d’amour / «Много (мало) любви» (реж. Жак Дуайон) — Camille
- 1999: Mauvaises fréquentations / «Дурные знакомства» (реж. Жан-Пьер Амери) — Olivia Monti
- 2001: Carrément à l’Ouest / «Прямо на запад» (реж. Жак Дуайон) — Fred
- 2002: Embrassez qui vous voudrez / «Целуй, кого хочешь» (реж. Мишель Блан) — Emilie
- 2002: Blanche / «Бланш» — Blanche de Peronne
- 2004: Saint Ange / «Сэнт Анж» — Judith
- 2006: Sisters / «Сестры» — Angelique Tristiana
- 2007: Boxes / «Коробки» (реж. Джейн Биркин) — Camille
- 2007: Go Go Tales / «Сказки стриптиз-клуба» (реж. Абель Феррара) — Lola
- 2010: Gigola / «Жигола» — Gigola
- 2010: «Сплетница» / Gossip Girl — в роли самой себя
- 2011: Polisse / «Полисс» (реж. Майвенн) — soeur Melissa
- 2011: L'épervier / «Ястреб» (сериал) (реж. Стефан Клавье) — Marion Pouliquen
- 2012: Un enfant de toi / «Твой ребёнок» (реж. Жак Дуайон) — Aya

## Дискография
- 2012: EP
- 2012: Places
- 2015: Lay Low
- 2019: Soliloquy
- 2020: EP Look at me now